# Paste
paste (від англ. paste — клеїти) — утиліта Unix, призначена для вставки колонок: програма розглядає файли, як вертикальні стовпчики, сполучає їх і виводить в стандартний потік виводу.

## Синтаксис
```
paste [-s] [-d роздільник] файли
```

- [-s] — міняє положення рядків зі стовпцями;
- [-d роздільник] — міняє роздільник на вказаний (за умовчанням TAB).

## Приклад
Вставимо стовпчики у файл www, отримуючи колонки з файлів who, where і when:
```
paste who where when > www
```

Якщо файли містять
| who          | where                  | when                          |
| ------------ | ---------------------- | ----------------------------- |
| Sam Dave Sue | Detroit Edgewood Tampa | January 3 February 4 March 19 |

Тоді створюється файл під назвою www, і він міститиме:
```
Sam            Detroit         January 3
Dave           Edgewood        February 4
Sue            Tampa           March 19
```